# Ferdinando Maria Innocenzo di Baviera
Ferdinando Maria Innocenzo Michele Giuseppe di Baviera (Bruxelles, 5 agosto 1699 – Monaco di Baviera, 9 dicembre 1738) è stato un principe e generale tedesco, figlio del Principe elettore di Baviera Massimiliano II Emanuele di Baviera e di Teresa Cunegonda Sobieska di Polonia.

## Biografia

### Infanzia
Ferdinando Maria Innocenzo era un figlio dell'elettore Massimiliano II Emanuele di Baviera (1662-1726) nato dal suo matrimonio con Teresa Cunegonda Sobieska di Polonia (1676-1730), una figlia di Giovanni III Sobieski.

### Carriera militare
Servì come generale nell'esercito imperiale. Nel 1738, fu promosso a feldmaresciallo e a Feldzeugmeister imperiale.

### Morte
Morì nel 1738 e fu sepolto nella chiesa dei Teatini a Monaco di Baviera.

## Matrimonio e figli
Ferdinando Maria Innocenzo sposò il 5 febbraio 1719 a Zákupy la contessa palatina Maria Anna Carolina del Palatinato-Neuburg, una delle figlie di Filippo Guglielmo Augusto del Palatinato. Ebbero i seguenti figli:
- Massimiliano Francesco Giuseppe (1720-1738)
- Clemente Francesco di Paola (1722-1770)

sposò nel 1742 la contessa palatina Maria Anna di Sulzbach (1722-1790)
- Teresa Emanuela (1723-1743)

Ferdinando Maria Innocenzo ebbe anche un figlio da una relazione extra-coniugale con la contessa Marie Adelaide Fortunata Spaur (1694-1781):
- Joseph Ferdinand (1718-1805), duca di Salern, sposò:
  1. nel 1753 la contessa Marie Mechthildis di Törring (1734-1764)
  2. nel 1766 la contessa Josepha de La Rosee (d. 1772)

## Ascendenza
|                                               |                |                                     | Genitori                              |  |  | Nonni |  |  | Bisnonni                            |  |  | Trisnonni              |  |
|                                               |                |                                     |                                       |  |  |       |  |  | Massimiliano I, elettore di Baviera |  |  | Guglielmo V di Baviera |  |
|                                               |                |                                     |                                       |  |  |       |  |  | Massimiliano I, elettore di Baviera |  |  | Guglielmo V di Baviera |  |
|                                               |                | Renata di Lorena                    |                                       |  |  |       |  |  | Massimiliano I, elettore di Baviera |  |  |                        |  |
| Ferdinando Maria, Elettore di Baviera         |                |                                     |                                       |  |  |       |  |  | Massimiliano I, elettore di Baviera |  |  |                        |  |
|                                               |                | Maria Anna d'Asburgo                | Ferdinando II del Sacro Romano Impero |  |  |       |  |  |                                     |  |  |                        |  |
|                                               |                | Maria Anna d'Asburgo                | Ferdinando II del Sacro Romano Impero |  |  |       |  |  |                                     |  |  |                        |  |
|                                               |                | Maria Anna d'Asburgo                | Maria Anna di Baviera                 |  |  |       |  |  |                                     |  |  |                        |  |
| Massimiliano II Emanuele, Elettore di Baviera |                | Maria Anna d'Asburgo                |                                       |  |  |       |  |  |                                     |  |  |                        |  |
|                                               |                | Vittorio Amedeo I di Savoia         | Carlo Emanuele I di Savoia            |  |  |       |  |  |                                     |  |  |                        |  |
|                                               |                | Vittorio Amedeo I di Savoia         | Carlo Emanuele I di Savoia            |  |  |       |  |  |                                     |  |  |                        |  |
|                                               |                | Vittorio Amedeo I di Savoia         | Caterina Michela d'Asburgo            |  |  |       |  |  |                                     |  |  |                        |  |
| Enrichetta Adelaide di Savoia                 |                | Vittorio Amedeo I di Savoia         |                                       |  |  |       |  |  |                                     |  |  |                        |  |
|                                               |                | Maria Cristina di Borbone-Francia   | Enrico IV di Francia                  |  |  |       |  |  |                                     |  |  |                        |  |
|                                               |                | Maria Cristina di Borbone-Francia   | Enrico IV di Francia                  |  |  |       |  |  |                                     |  |  |                        |  |
|                                               |                | Maria Cristina di Borbone-Francia   | Maria de' Medici                      |  |  |       |  |  |                                     |  |  |                        |  |
| Ferdinando Maria Innocenzo di Baviera         |                | Maria Cristina di Borbone-Francia   |                                       |  |  |       |  |  |                                     |  |  |                        |  |
|                                               | Jakub Sobieski | Marek Sobieski                      |                                       |  |  |       |  |  |                                     |  |  |                        |  |
|                                               | Jakub Sobieski | Marek Sobieski                      |                                       |  |  |       |  |  |                                     |  |  |                        |  |
|                                               | Jakub Sobieski | Jadwiga Snopkowska                  |                                       |  |  |       |  |  |                                     |  |  |                        |  |
| Giovanni III Sobieski                         | Jakub Sobieski |                                     |                                       |  |  |       |  |  |                                     |  |  |                        |  |
|                                               |                | Zofia Teofillia Daniłowicz          | Jan Daniłowicz                        |  |  |       |  |  |                                     |  |  |                        |  |
|                                               |                | Zofia Teofillia Daniłowicz          | Jan Daniłowicz                        |  |  |       |  |  |                                     |  |  |                        |  |
|                                               |                | Zofia Teofillia Daniłowicz          | Zofia Żółkiewska                      |  |  |       |  |  |                                     |  |  |                        |  |
| Teresa Cunegonda Sobieska di Polonia          |                | Zofia Teofillia Daniłowicz          |                                       |  |  |       |  |  |                                     |  |  |                        |  |
|                                               |                | Henri Albert de La Grange d'Arquien | Antoine de La Grange d'Arquien        |  |  |       |  |  |                                     |  |  |                        |  |
|                                               |                | Henri Albert de La Grange d'Arquien | Antoine de La Grange d'Arquien        |  |  |       |  |  |                                     |  |  |                        |  |
|                                               |                | Henri Albert de La Grange d'Arquien | Anne d'Ancienville                    |  |  |       |  |  |                                     |  |  |                        |  |
| Maria Casimira Luisa de la Grange d'Arquien   |                | Henri Albert de La Grange d'Arquien |                                       |  |  |       |  |  |                                     |  |  |                        |  |
|                                               |                | Françoise de La Châtre              | Baptiste de La Châtre                 |  |  |       |  |  |                                     |  |  |                        |  |
|                                               |                | Françoise de La Châtre              | Baptiste de La Châtre                 |  |  |       |  |  |                                     |  |  |                        |  |
|                                               |                | Françoise de La Châtre              | Gabrielle Lamy                        |  |  |       |  |  |                                     |  |  |                        |  |
|                                               |                | Françoise de La Châtre              |                                       |  |  |       |  |  |                                     |  |  |                        |  |